# 特務機関
特務機関（とくむきかん、旧字体：特務機關）は、日本軍の特殊軍事組織をいい、諜報・宣撫工作・対反乱作戦・秘密作戦などを占領地域、作戦地域で行っていた機関。

## 呼称の変遷
大日本帝国陸軍（以下、陸軍）では元々、「特務機関」とは上述のような特殊任務を遂行する組織を称したものとは異なり、軍隊（軍、師団、連隊など）、官衙（陸軍省、参謀本部、教育総監部など）、学校（陸軍士官学校など）という3つの区分に属さない組織、つまり元帥府・軍事参議院・侍従武官府・皇族附武官・外国駐在武官・将校生徒試験委員等に与えられた呼称であった。しかし日露戦争中の明石元二郎大佐による「明石機関」の活動を契機として、シベリア出兵以降、陸軍では特殊任務にあたる実働グループを「特務機関」と呼ぶようになった。本項では上記の意味における特務機関を中心に述べる。
しかしながら、同時期の日本海軍（以下、海軍）や外務省などにも「〜機関」と称される特殊組織は存在した。やはりそのいずれもが特殊任務を遂行したことから陸軍での呼称を準用したものと思われる。さらに、第二次世界大戦期やそれ以前の時期に限らずに、また場合によっては日本以外の国や団体が設置した組織についても「特務機関」の語が用いられる例がある。

## 概要
日露戦争中、スウェーデン駐在武官の明石元二郎大佐は「明石機関」を設置し、ロシア国内の反体制派への支援等の活動を行った。この活動は、陸軍における最初の本格的な特殊任務として、陸軍中野学校の授業でも題材とされた。この種の活動を行う組織が「特務機関」と称されたのは、シベリア出兵に際して、純粋な作戦行動以外に生じた種々の複雑困難な問題に対応する必要から、1919年に現地における情報収集・謀略工作を担当する機関を設置したときである。「特務機関」の名称の発案者は、当時のオムスク機関長高柳保太郎陸軍少将で、ロシア語の「ウォエンナヤ・ミシシャ」の意訳とされる。
このとき設置された特務機関の任務は、統帥の範囲外の軍事外交と情報収集とされた。初期の特務機関はシベリア派遣軍の指揮下で活動し、機関員の辞令はシベリア派遣軍司令部附として発令され、その業務は軍参謀長の監督を受けた。はじめ、ウラジオストク、ハバロフスク等各地に設置されたが、戦局の推移にともない改廃・移動が度々なされた。シベリア撤退後は、そのままハルビン特務機関を中心に、ソ連各地で情報収集にあたっていた。1940年にそのハルビン特務機関は関東軍情報部に、それ以外の各特務機関は情報部支部へと改編された。それら11支部あった情報部支部は1945年8月には特別警備隊に改編され、終戦を迎えた。
また明治期後半から、陸軍は中国各地の地方政権や軍閥に軍事顧問（団）を派遣した。それらの軍事顧問と配下の機関員を含む組織全体でもって「特務機関」として活動していた。例えば袁世凱政権・張作霖政権等に軍事顧問が派遣されていた（形の上では招聘）。また、東南アジア各地においても中国における軍事顧問と同様の軍事顧問という形での「特務機関」が存在し、それらは反英（米・蘭）運動を煽動する各種の工作活動を行った。それら「特務機関」に関与した日本人の中には、敗戦においてもなお現地に残り、被植民地民族の独立運動に際し、有形無形の支援を行った例も一部においてあった。例えばインドネシア独立戦争におけるPETA（郷土防衛義勇軍）に対するそれである。

### ハルビン特務機関
ハルビン特務機関は1917年のシベリア出兵時に、関東都督府陸軍部附として黒沢準少将が駐在したのが始まりで、イルクーツク、ウラジオストク、アレクセーエフカ、満洲里、チチハル等に駐在していた情報将校グループらを統轄した。機関は一時、浦塩派遣軍隷下に移ったが、のち再び関東軍司令部隷下に復帰し、1940年関東軍情報部に改編された。機関長は情報部長となり、その他の在満機関を支部に改編し統轄した。

#### 関東軍情報部
- 関東軍情報部（ハルビン）
  - 間島支部（元・延吉支部）
    - 琿春出張所

  - 黒河支部
  - 熱河支部
  - 通化支部
  - チャムス支部
  - 興安支部
  - 東安支部
  - ハイラル支部
    - 満洲里出張所
    - 三河出張所

  - 豊原支部
  - 奉天支部
    - 大連出張所

  - 牡丹江支部
    - 綏芬河出張所

  - チチハル支部(昭和9年に廃止されたが昭和20年2月頃に復活したとの説がある)

### 対英インド独立工作における特務機関
対米開戦前において、日本の陸軍部は同時に対英開戦が回避不可能であることを想定し、当時イギリスの植民地であった英領インドの対英独立工作を画策し始めた。その端緒はタイ王国公使館附武官田村浩大佐の下に設置された特務機関であった。1941年（昭和16年）9月に発足したこの機関は、参謀本部の藤原岩市少佐以下10名程から構成され、機関長藤原（Fujiwara）の頭文字と自由（Free）を意味する英語をかけてF機関と命名された。またF機関の人員はすべて陸軍中野学校出身の青年将校であり、発足当時は数名だったものの12月には10名を越えていた。発足当時にF機関に与えられた任務は、インド独立連盟やマレー・中国人などによる反英団体との交渉・支援を中心としたマレー方面の工作活動に関して、田村大佐を補佐することであったが、開戦直前より南方軍の指揮下となり、インド独立連盟と協力し工作活動に当たり、インド国民軍の編制にも当たった。その際、機関長藤原少佐は「私達はインド兵を捕虜として扱わない。友情をもって扱い、インドの独立の為に協力したい」とインド兵に宣言した。当初はインド駐在イギリス軍の内部分裂を目的としていた為に、インド人を対象とした工作を行っていたが、マレー作戦終了から目的が変わり大東亜新秩序の建設、即ちインドでの反英運動を煽り、ひいてはインドを独立させることでイギリスのアジア・太平洋戦線からの離脱を狙った。
同機関は岩畔豪雄陸軍大佐を機関長とする岩畔機関に発展改組され、250人規模の組織となった。マレー作戦等で投降したインド兵を教育しインド国民軍に組み入れ、同国民軍の指導、宣伝などを行った。機関は6班で構成され、総務班・情報班・特務班・軍事班・宣伝班・政治班があった。
機関はやがて500名を超える大組織となり光機関と改称された。光機関は1943年（昭和18年）、ナチス・ドイツに亡命していたインド独立運動の大物スバス・チャンドラ・ボースを迎え、ボースと親交の深い山本敏大佐が機関長となった。光機関の命名はインドの言語（ヒンディー語）で“ピカリ”という言葉と、「光は東方より来る」という現地の伝説から“光”とされた。支援していたインド国民軍は自由インド仮政府軍に発展、一部はビルマの作戦に従事した。またインパール作戦の途中、大本営の遊撃戦重視への作戦方針変更に伴い、機関は南方軍遊撃隊司令部と改称し同時に、前述の各班の外参謀部・副官部・マライ支部・タイ支部・サイゴン出張所が設けられた。途中機関長が磯田三郎中将に交代するも、機関自体は終戦まで軍事顧問団として活動した。結局インパール作戦は失敗し当時の日本陸軍とインド国民軍は連合国軍に降伏した。

## 戦後の「特務機関」
- 河辺機関 - 戦後の日本における、G2・河辺虎四郎・辰巳栄一らによる反共主義工作機関。現一般財団法人 世界政経調査会。